# لوفارچا دیتیسیما
لوفارچا دیتیسیما یک گونه شب‌پره (حشره) از خانواده برگ‌پیچان است که در جاوه اندونزی یافت می شود.